# Havka
Havka este o comună slovacă, aflată în districtul Kežmarok din regiunea Prešov, pe malul râului Q12768072⁠(d). Localitatea se află la altitudinea de 627 m deasupra n.m., se întinde pe o suprafață de 6,01 km2 și în 2017 număra 35 de locuitori.

## Istoric
Localitatea Havka este atestată documentar din 1337.

## Demografie
| An:                | 1994 | 2004    | 2014   | 2024    |
| ------------------ | ---- | ------- | ------ | ------- |
| Număr de persoane: | 56   | 40      | 45     | 39      |
| Diferență:         |      | −28,57% | +12,5% | −13,33% |

| An:                | 2023 | 2024  |
| ------------------ | ---- | ----- |
| Număr de persoane: | 40   | 39    |
| Diferență:         |      | −2,5% |